# Prethophion latus
Prethophion latus är en stekelart som beskrevs av Henry Keith Townes, Jr. 1971. Prethophion latus ingår i släktet Prethophion och familjen brokparasitsteklar. Inga underarter finns listade i Catalogue of Life.